# Mackensen-Kaserne (Karlsruhe)
Die Mackensen-Kaserne ist eine ehemalige Kaserne im Karlsruher Stadtteil Rintheim. Sie wurde ab 1935 erbaut und 1938 nach dem preußischen Generalfeldmarschall August von Mackensen benannt.
Die Kaserne liegt im nordöstlichen Stadtgebiet von Karlsruhe, an der Rintheimer Querallee.

## Geschichte
Von 1936 bis 1945 waren in der Mackensen-Kaserne Panzerabwehrtruppen der Wehrmacht stationiert. 1946 bezogen US-amerikanische Truppen das Gelände und benannten die Kaserne um in Phillips Barracks. Nach dem Auszug der US-amerikanischen Truppen 1963 übernahm die Bundeswehr ab 1964 die Kaserne unter ihrem ursprünglichen Namen Mackensen-Kaserne. Mitglieder von Bündnis 90/Die Grünen reichten 1997 einen Antrag an den Petitionsausschuss des Deutschen Bundestages ein um eine Umbenennung der Kaserne zu erwirken. Der Antrag wurde abgelehnt und die Kaserne behielt ihren Namen.

## Nutzung
Teile der Kasernen- und Unterkunftsgebäude wurden im Jahr 2000 an die Universität Karlsruhe übergeben, welches diese in den folgenden Jahren teilweise zu Unterkünften und für Studenten umfunktionierte. Gleichzeitig nutzten die Bundeswehrfachschule und die Karlsruher Geschäftsstelle des Bundeswehr-Sozialwerks Teile der restlichen Gebäude, unter anderem als Unterkünfte, weiter. Das Land Baden-Württemberg erwarb 2010 den Rest der Kaserne vollständig und übergab sie der, zu diesem Zeitpunkt inzwischen zum Karlsruher Institut für Technologie (KIT) gewordenen Universität Karlsruhe.
Im September 2014 wurden Teile der Unterkunftsgebäude als Erstaufnahmeeinrichtung für Asylsuchende bereitgestellt. Diese Einrichtung wurde Ende Juni 2016 wieder geschlossen.
Das Karlsruher Institut für Technologie (KIT) bezeichnet den Standort als KIT Campus Ost. Mehrere Hochschulgruppen, Institute und Forschungseinrichtungen des KIT sowie der Fraunhofer-Gesellschaft nutzen Gebäude auf dem Gelände. Des Weiteren betreibt das gemeinnützige UNESON ein Lernfreunde-Haus am westlichen Rand des Campus.
Das Studierendenwerk Karlsruhe betreibt das an der Einfahrt des Geländes liegende Studentenwohnheim Rintheimer Querallee 2.